# Macomia
Macomia è un centro abitato del Mozambico situato nella provincia di Cabo Delgado ed è capoluogo dell'omonimo distretto; conta 35.682 abitanti (stima 2012).